# リボヌクレアーゼE
リボヌクレアーゼE(Ribonuclease E、EC 3.1.26.12)は、以下の化学反応を触媒する酵素である。
一本鎖RNAのアラニン及びウラシルの豊富な領域をエンドヌクレアーゼ的に切断する。
この酵素は細菌の持つリボヌクレアーゼで、リボソームRNA（9Sから5SrRNA）の処理に関与する。